# Low Winter Sun
Low Winter Sun è una serie televisiva statunitense creata da Chris Mundy e basata sull'omonima miniserie televisiva britannica del 2006. La serie viene trasmessa in prima visione assoluta sul canale via cavo statunitense AMC a partire dall'11 agosto 2013.
Il 6 dicembre 2013 AMC annuncia la cancellazione della serie.

## Personaggi e interpreti

### Personaggi principali
- Frank Agnew, interpretato da Mark Strong.
- Geddus, interpretato da Lennie James.
- Dani Kahlil, interpretata da Athena Karkanis.
- Simon Boyd, interpretato da David Costabile.
- Damon Callis, interpretato da James Ransone.
- Charles Dawson, interpretato da Ruben Santiago-Hudson.
- Maya Callis, interpretato da Sprague Grayden.
- Nick Paflas, interpretato da Billy Lush.

### Personaggi ricorrenti
- Louise "LC" Cullen, interpretata da Erika Alexander.

## Episodi
| Stagione       | Episodi | Prima TV originale | Prima TV Italia |
| -------------- | ------- | ------------------ | --------------- |
| Prima stagione | 10      | 2013               | 2013-2014       |

## Produzione
La produzione della serie ebbe inizio nell'ottobre del 2011, quando l'emittente televisiva AMC annunciò di aver preso in considerazione la possibilità di adattare la miniserie televisiva Low Winter Sun in una vera e propria serie televisiva e di aver affidato il ruolo di produttore esecutivo a Jeremy Gold. Il 4 maggio 2012 la rete ordinò la creazione di un episodio pilota scritto da Chris Mundy, che era stato scelto anche come produttore esecutivo e showrunner della serie. Il successivo 14 dicembre AMC decise di ordinare la creazione di una prima stagione composta da dieci episodi, da mandare in onda a partire dall'11 agosto 2013.

### Casting
I primi attori ad entrare nel cast della serie furono Mark Strong e James Ransone che il 25 luglio 2012 vennero scelti per interpretare Frank Agnew, stesso ruolo che aveva già interpretato nella miniserie, e Damon Callis. Nel successivo mese di agosto si unirono al cast gli attori Ruben Santiago-Hudson, Athena Karkanis, Lennie James, Sprague Grayden e David Costabile, rispettivamente nei ruoli di George Torrance (successivamente rinominato Charles Dawson), Dani Kahlil, Joe (successivamente rinominato Geddus), Elena Callis (successivamente rinominata Maya) e David Westwood (successivamente rinominato Simon Boyd). Ultima attrice ad entrare nel cast principale fu Erika Alexander, che il 25 aprile 2013 venne scelta per interpretare il ruolo di Louise "LC" Cullen.

### Riprese
Nell'agosto del 2012 Ernest Dickerson venne scelto come regista dell'episodio pilota, le cui riprese si svolsero a Detroit nel mese di settembre. Dopo l'ordine per un'intera stagione, le riprese per il resto degli episodi vennero effettuati sempre a Detroit a partire dal marzo del 2013.